# Walden Media
Walden Media, LLC nebo také Walden Media je americká filmová investiční, distribuční a vydavatelská společnost. Její filmy jsou založeny na klasické dětské literatuře, životopisech, historických událostech a dokumentech. Byla založena v roce 2000 a sídlí v Los Angeles v Kalifornii.
Společnost se jmenuje po rybníku Walden nacházejícím se ve městě Concord. Jeho logem je kámen přeskakující přes vodu.

## Historie
Walden Media založili v roce 2000 Micheal Flaherty a Cary Granat jako filmovou, televizní a vydavatelskou společnost s cílem učit a bavit děti. Granat byl v té době prezidentem divize Dimension Films společnosti Miramax. V roce 2001 koupila skupina Anschutz Entertainment Group většinový podíl ve společnosti a stala se tak jejím vlastníkem.
Walden Media podepsalo v roce 2006 partnerskou smlouvu se společností 20th Century Fox pod názvem Fox Walden. V říjnu 2008 však bylo po několika neúspěšných filmech od partnerství upuštěno. V březnu 2008 roku se výkonným ředitelem stal Michael Bostick, bývalý zaměstnanec Imagine Films. Cary Granat opustil svůj post CEO 1. prosince 2008, kdy ho nahradil Bostick. V témže roce vytvořilo Walden Media společně s vydavatelstvím HarperCollins společnost Walden Pond Press.
Na post CEO byl roku 2013 jmenován Frank Smith, který pro společnost pracoval deset let a předtím, než se přidal ke skupině Anschutz Film Group, byl zaměstnán v New Line Cinema a Fine Line Features.

## Filmografie

### Filmy
| Název                                     | Datum vydání       | Koprodukce |
| ----------------------------------------- | ------------------ | --- |
| Tajemství Titaniku 3D                     | 11. dubna 2003     | Walt Disney Pictures, Earthship Productions, Ascot Elite Entertainment Group, Golden Village, Telepool a UGC PH                                    |
| Díry                                      | 18. dubna 2003     | Walt Disney Pictures, Phoenix Pictures a Chicago Pacific Entertainment                                                                             |
| Cesta kolem světa za 80 dní               | 16. června 2004    | Walt Disney Pictures, Spanknyce Films, a Mostow/Lieberman Productions                                                                              |
| Vysvobození                               | 3. prosince 2004   | Lionsgate a Film and General |
| Tajemné hlubiny 3D                        | 28. ledna 2005     | Walt Disney Pictures a Earthship Productions |
| Co způsobil Winn-Dixie                    | 18. února 2005     | 20th Century Fox |
| Letopisy Narnie: Lev, čarodějnice a skříň | 9. prosince 2005   | Walt Disney Pictures |
| Soví houkání                              | 5. května 2006     | New Line Cinema a The Kennedy/Marshall Company |
| Jak jíst smažené žížaly                   | 25. srpna 2006     | New Line Cinema a Gran Via Productions |
| Šarlotina pavučinka                       | 15. prosince 2006  | Paramount Pictures, The K Entertainment Company a Nickelodeon Movies                                                                               |
| Most do země Terabithia                   | 16. února 2007     | Walt Disney Pictures |
| Tajemství Pravdy                          | 5. října 2007      | 20th Century Fox |
| Říše hraček                               | 14. prosince 2007  | Icon Film Distribution, Davis Films, Metropolitan Filmexport, France 2 Cinéma, France 3 Cinéma, Universum Film, UK Film Council a Mandate Pictures |
| Já a moje příšera                         | 25. prosince 2007  | Columbia Pictures, Revolution Studios, Strike Entertainment, Ecosse Films, Weta Workshop a Beacon Pictures                                         |
| Zapomenutý ostrov                         | 4. dubna 2008      | 20th Century Fox |
| Letopisy Narnie: Princ Kaspian            | 16. května 2008    | Walt Disney Pictures |
| Cesta do středu Země                      | 11. července 2008  | New Line Cinema |
| Město Ember                               | 10. října 2008     | 20th Century Fox a Playtone |
| Rock ze střední                           | 14. srpna 2009     | Summit Entertainment |
| Víla Zuběnka                              | 22. ledna 2010     | 20th Century Fox, Mayhem Pictures, Blumhouse Productions a Dune Entertainment                                                                      |
| Ramona                                    | 23. července 2010  | 20th Century Fox, Di Novi Pictures a Dune Entertainment                                                                                            |
| Čekání na Supermana                       | 24. září 2010      | Paramount Vantage a Participant Media |
| Letopisy Narnie: Plavba Jitřního poutníka | 10. prosince 2010  | 20th Century Fox a Dune Entertainment |
| Cesta na tajuplný ostrov 2                | 10. února 2012     | Warner Bros. Pictures, New Line Cinema a Contrafilm                                                                                                |
| Tooth Fairy 2                             | 6. března 2012     | 20th Century Fox Home Entertainment |
| Na dno nás nedostanete                    | 28. září 2012      | 20th Century Fox a Gran Via Productions |
| Na divoké vlně                            | 26. října 2012     | 20th Century Fox |
| Rodičovský manuál                         | 25. prosince 2012  | 20th Century Fox, Chernin Entertainment, Face Productions a Dune Entertainment                                                                     |
| Návrat na zapomenutý ostrov               | 15. března 2013    | ARC Entertainment |
| Dear Dumb Diary                           | 6. září 2013       | ARC Entertainment, Zucker Productions a Triple D Productions                                                                                       |
| Dárce                                     | 15. srpna 2014     | The Weinstein Company |
| Everest                                   | 18. září 2015      | Universal Pictures, Cross Creek Pictures a Working Title Films                                                                                     |
| Obr Dobr                                  | 1. července 2016   | Walt Disney Pictures, Amblin Entertainment, DreamWorks Pictures, Reliance Entertainment a The Kennedy/Marshall Company                             |
| The Resurrection of Gavin Stone           | 20. ledna 2017     | Blumhouse Tilt, WWE Studios a Vertical Church Films                                                                                                |
| Psí poslání                               | 27. ledna 2017     | Universal Pictures, Amblin Entertainment, Reliance Entertainment a Pariah Entertainment Group                                                      |
| (Ne)obyčejný kluk                         | 17. listopadu 2017 | Lionsgate, Participant Media a Mandeville Films |
| Šťastná hvězda                            | 17. listopadu 2017 | Columbia Pictures, Sony Pictures Animation, Affirm Films, Franklin Entertainment a The Jim Henson Company                                          |
| Psí poslání 2                             | 17. května 2019    | Universal Pictures, Amblin Entertainment, Reliance Entertainment, Alibaba Pictures a Pariah Entertainment Group                                    |
| Dora a ztracené město                     | 9. srpna 2019      | Paramount Pictures, Paramount Players, Nickelodeon Movies, Media Rights Capital a Burr! Productions                                                |
| Hrátky s ohněm                            | 8. listopadu 2019  | Paramount Pictures, Paramount Players, Nickelodeon Movies a Broken Road Productions                                                                |
| Bestiář mladé chůvy                       | 15. října 2020     | The Montecito Picture Company |
| Finch                                     | 5. listopadu 2021  | Amblin Entertainment, Dutch Angle, ImageMovers, Playtone, Alibaba Pictures a Misher Films                                                          |
| Rumble                                    | 15. prosince 2021  | Paramount Animation, WWE Studios a Reel FX Creative Studios                                                                                        |

### Televizní seriály
| Název              | Roky       | Stanice | Koprodukce                                                       | Zdroje      |
| ------------------ | ---------- | ------- | ---------------------------------------------------------------- | ----------- |
| Kristy a její klub | 2020-dosud | Netflix | Terrible Baby Productions, Paulilu a Michael De Luca Productions | [ 6 ] [ 7 ] |